# Elżbieta Skrętkowska
Elżbieta Skrętkowska-Cybulska – polska aktorka, reżyserka i redaktorka.

## Życiorys
Pochodzi z Lublina, gdzie w 1970 zadebiutowała jako aktorka teatralna, występując w Teatrze Gong2.
W kolejnych latach związała była z teatrami: im. Juliusza Osterwy w Lublinie, Polskim w Szczecinie, Dramatycznym w Opolu i Nowym w Warszawie. Była kilkukrotnie nagradzana na ogólnopolskich festiwalach teatralnych m.in. za rolę żony w Nie-Boskiej Komedii. Po konflikcie z dyrektorem warszawskiego Teatru Nowego w 1989, nie wróciła nigdy już na deski teatru.
Pracę w telewizji publicznej rozpoczęła w 1991, zostając reżyserką programów rozrywkowych, takich jak np. 21 pytań, czyli oczko, a także widowisk muzycznych, w tym m.in. Wiosennego szaleństwa kobiety z mężczyzną. W 1998 wyreżyserowała jubileuszowy koncert Krzysztofa Krawczyka To co dał mi los, w 1999 wyreżyserowała koncert Tercetu Egzotycznego oraz koncert Violetty Villas pt. Violetta – taka jestem z orkiestrą symfoniczną pod batutą Marcina Niesiołowskiego w Teatrze Wielkim w Łodzi. W 2001 odpowiadała za reżyserię koncertu pt. Wierzyć znaczy chodzić po wodzie.
Jest pomysłodawczynią i producentką programu rozrywkowego Szansa na sukces. W 2000 otrzymała nagrodę tygodnika „Polityka” za najlepszy program XX wieku oraz statuetkę Błękitnego melonika w kategorii Ulubiony program rozrywkowy na I Festiwalu Dobrego Humoru.

## Filmografia
- 1988-1990: W labiryncie
- 1989: Lawa − Dama na Balu u Senatora
- 1992: Żegnaj Rockefeller − urzędniczka (odc. 4)
- 1992: Enak
- 2007: M jak miłość − w roli samej siebie (odc. 526)